# Zuiderhaven (Harlingen)
De Zuiderhaven in de stad Harlingen is een haven en een straat in het havengebied van Harlingen.
In 1644 vestigde de Admiraliteit van Friesland zich aan de Zuiderhaven. In de nacht van 13 februari 1771 brandde het gebouw af. De Zuiderhaven ligt aan de zuidzijde van de Oude Buitenhaven en heeft een lengte van 500 meter. Aan de oostzijde bij de Rozengracht ligt de Kleine Sluis. Aan de Zuiderhaven staan 26 rijksmonumenten, waaronder de in 1881 gebouwde Sint-Michaëlkerk en pastorie (Zuiderhaven 75-77).

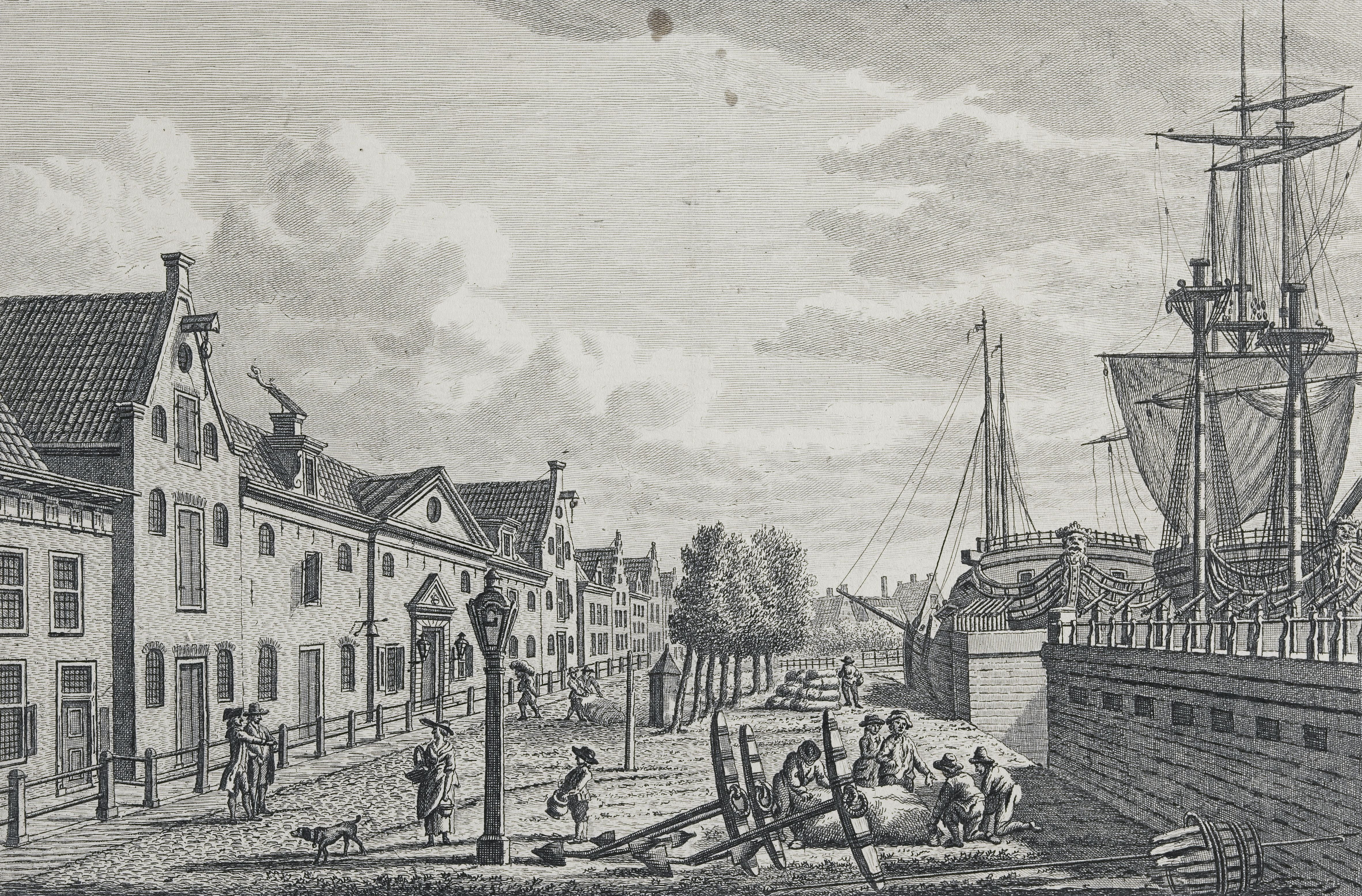
Admiraliteit van Friesland (1790)
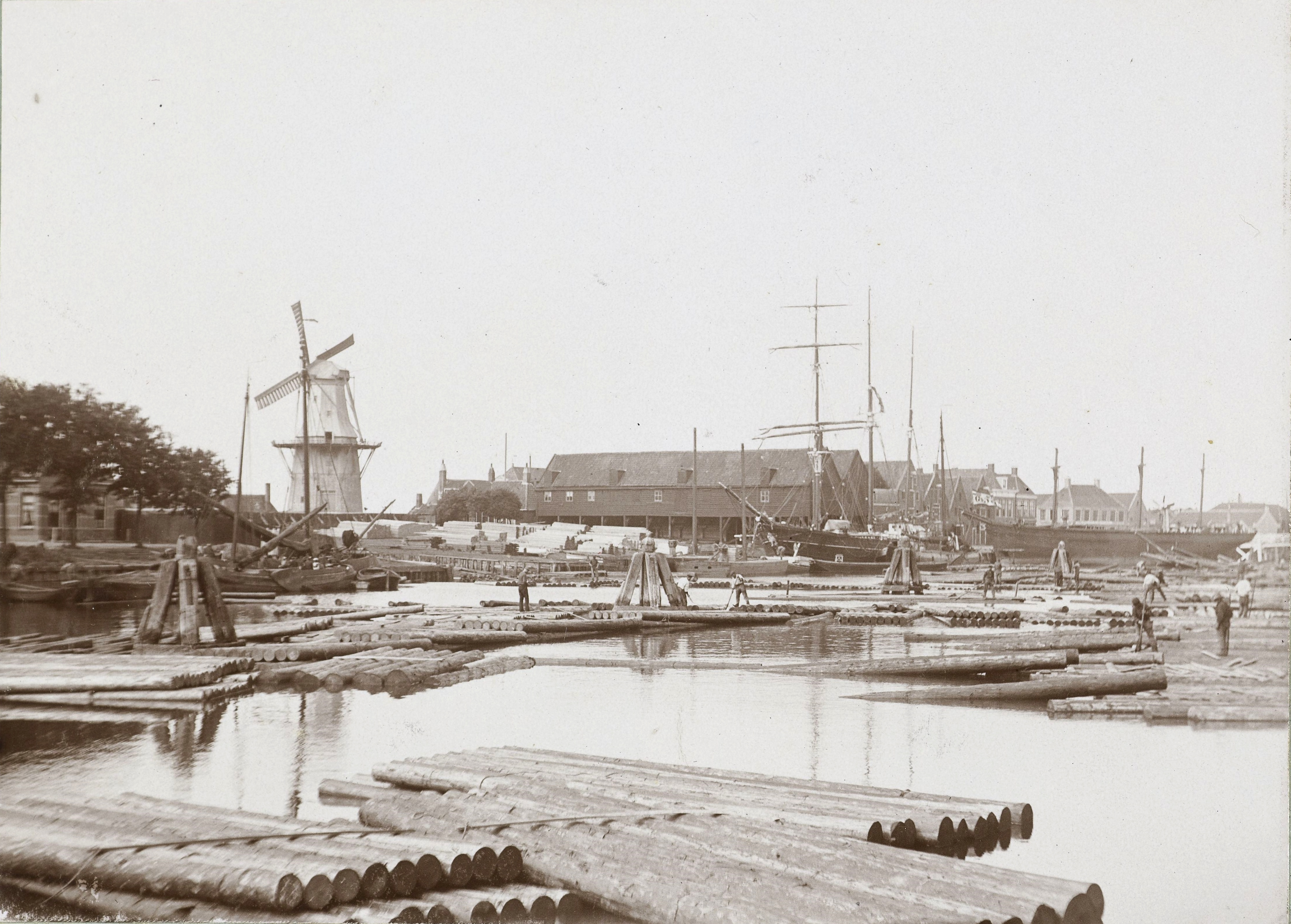
Zuiderhaven in 1905
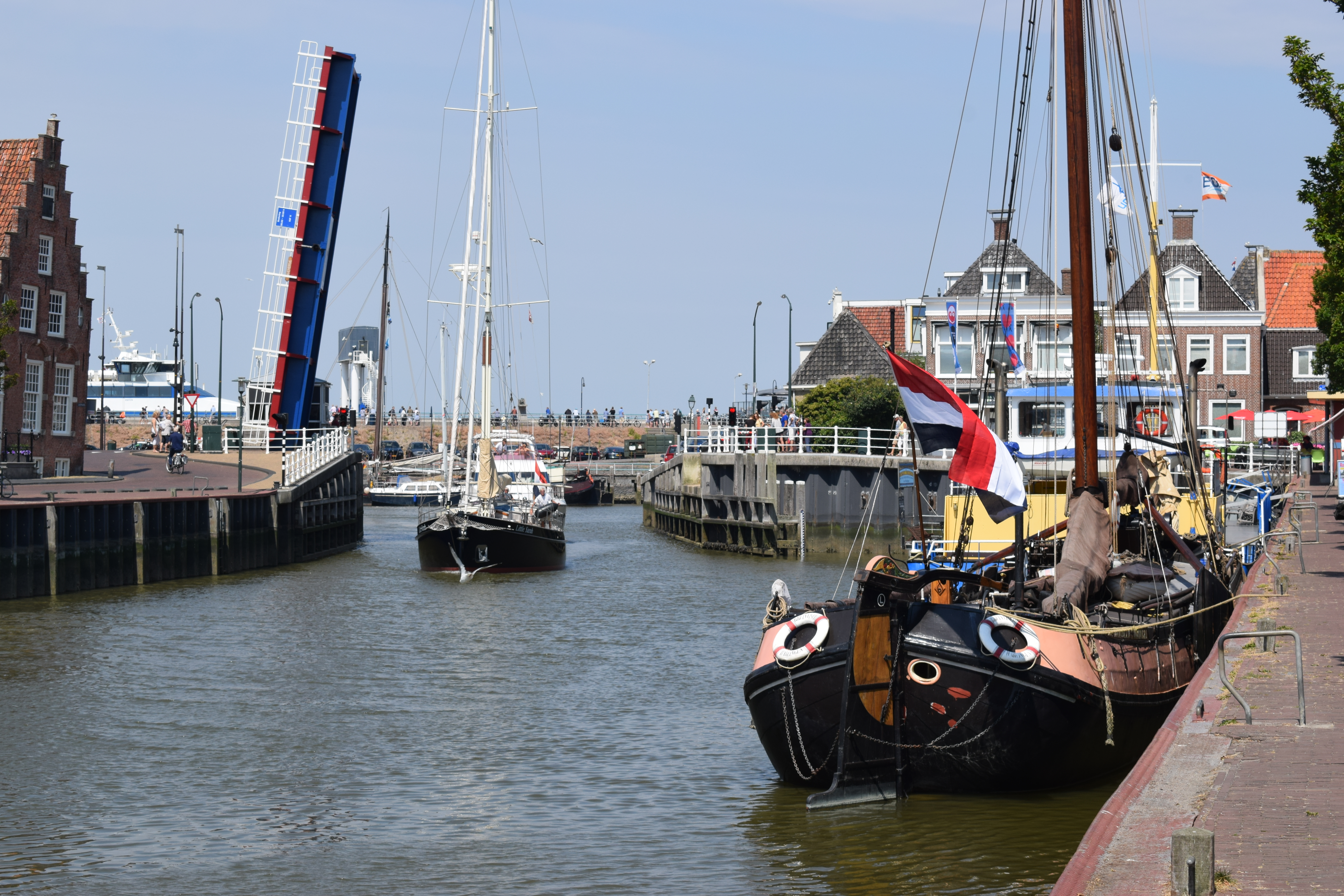
De Havenbrug aan de noordwestzijde

## Pakhuizen
Aan de Zuiderhaven staan een aantal voormalige pakhuizen.

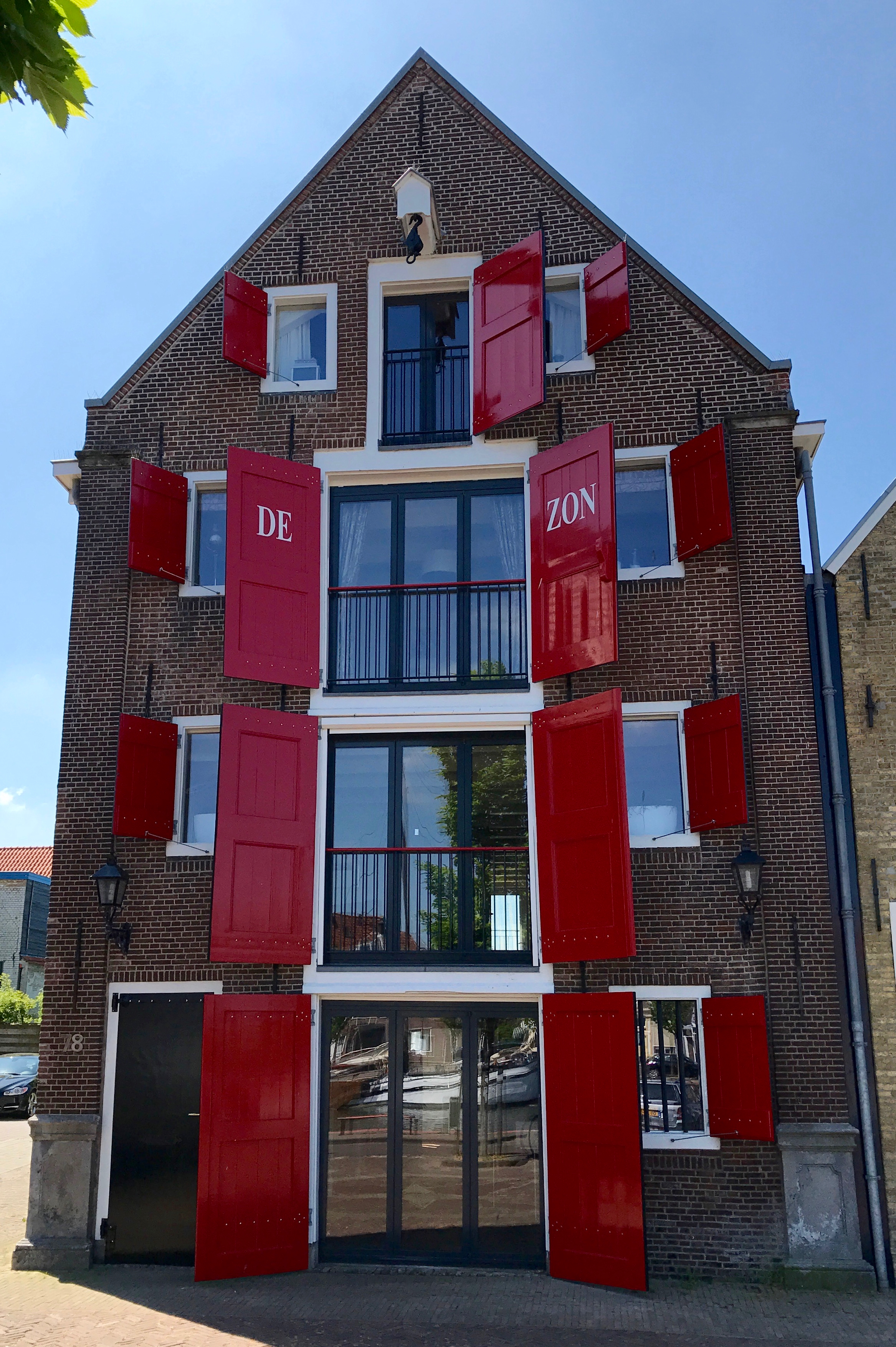
De Zon (Zuiderhaven 78)
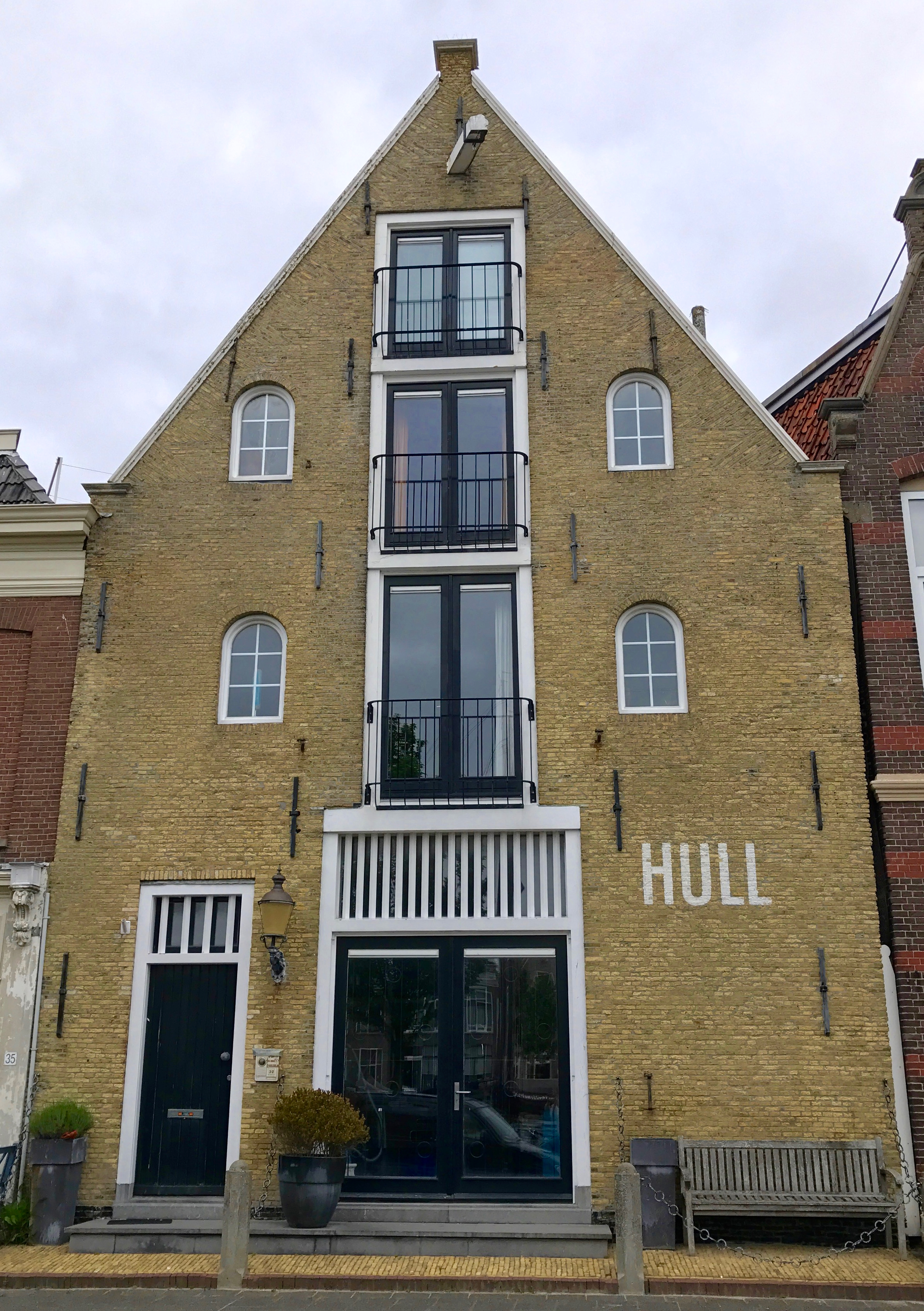
Hull (Zuiderhaven 37)
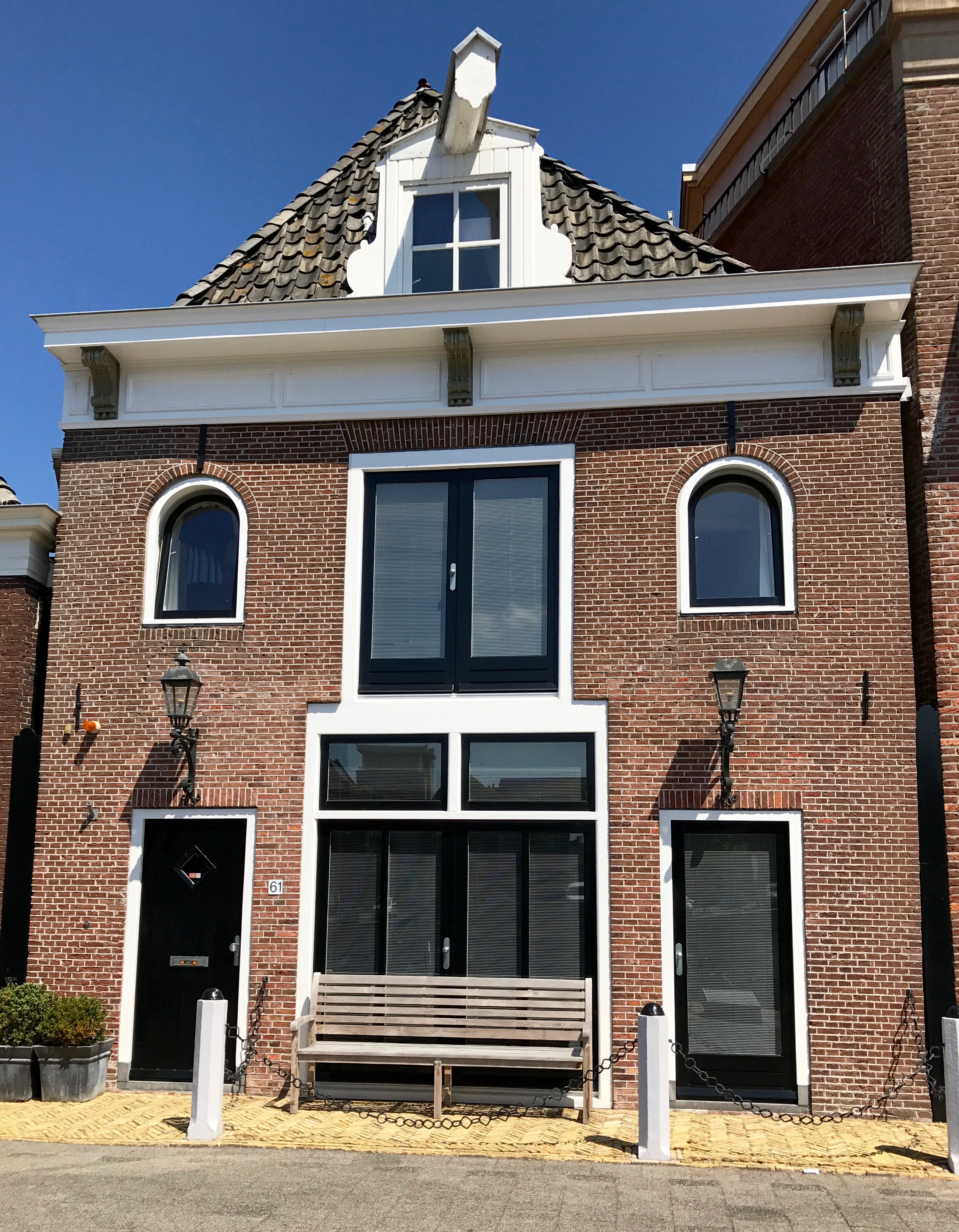
Zuiderhaven 61